# Референдум в Лихтенштейне (2006)
Референдум в Лихтенштейне прошёл 5 ноября 2006 года по принятому ранее закону, ограничивавшему разведение собак. Предложение было одобрено 62,7% голосов избирателей.

## Контекст
22 июня 2006 года Ландтаг принял решение о введении нового законодательства о разведении собак, в том числе правила по чистопородным линиям и реестр пород собак, которые считаются опасными. Федерация кинологического спорта инициировала сбор подписей для референдума. Сбор проводился с 29 июня по 27 июля. Из 1610 собранных подписей 1 608 были признаны действительными.
Референдум, назначенный по народной инициативе, является факультативным. По Статье 66 Конституции законопроект, принятый Ландтагом, может стать предметом запроса на голосование при наличии подписей по крайней мере 1000 зарегистрированных избирателей. 31 июля 2009 года Ландтаг назначил референдум на 5 ноября.

## Результаты
| Выбор                               | Голоса | %    |
| ----------------------------------- | ------ | ---- |
| За                                  | 6 276  | 62,7 |
| Против                              | 3 736  | 37,3 |
| Недействительных/пустых бюллетеней  | 379    | –    |
| Всего                               | 10 391 | 100  |
| Зарегистрированных избирателей/Явка | 17 828 | 58,3 |
| Источник: Nohlen & Stöver           |        |      |